# Generala (militar)
Se llama generala a uno de los toques de tambores y pífanos del ejército. 
Cuando una tropa estuviera sirviendo en un mismo paraje, ya sea en guarnición, cuartel o campo y tuviera que tomar las armas, se toca la generala para que acuda a los lugares que se han señalado para su reunión. 